# Acinus

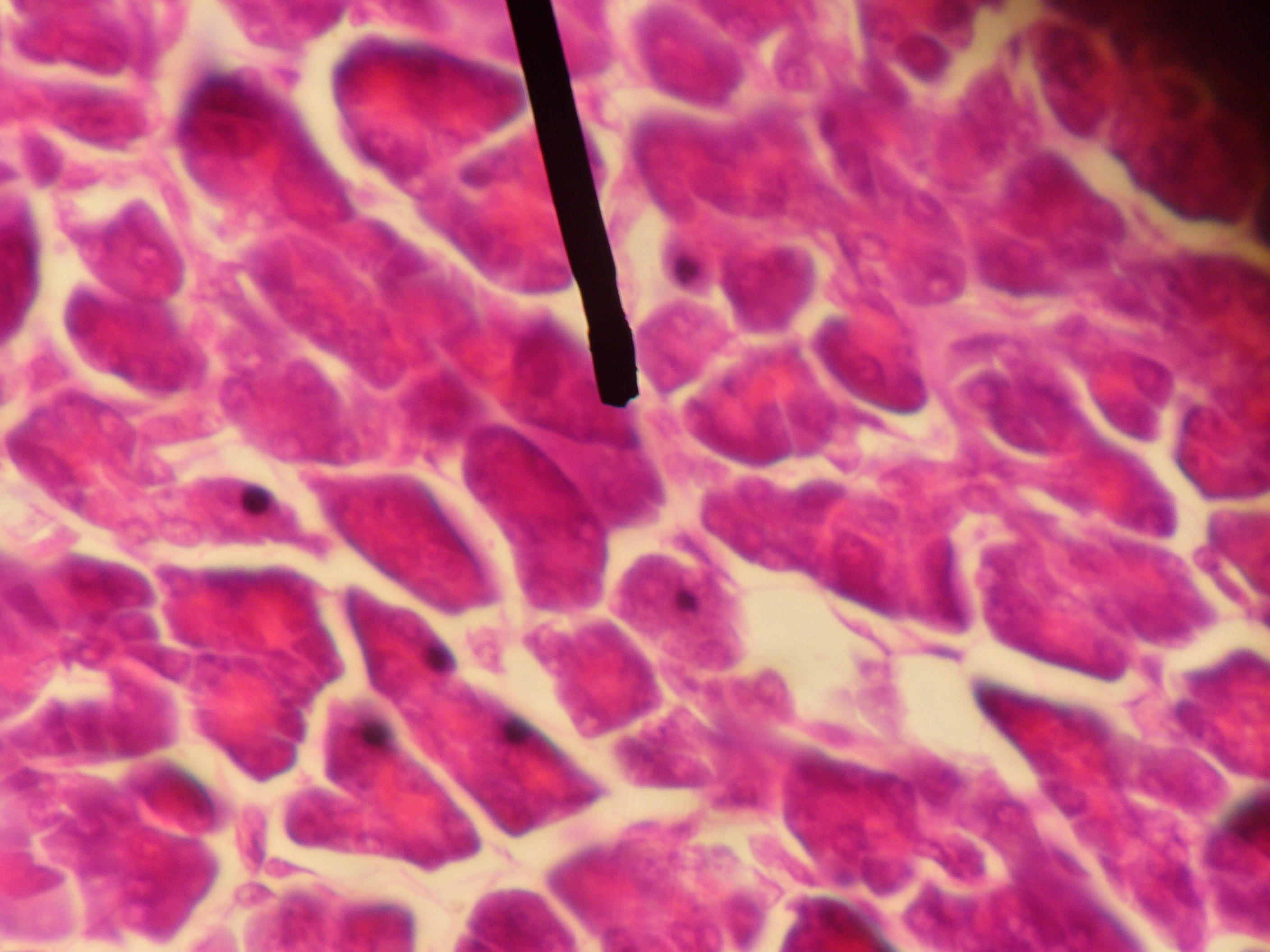
Lidské acinární buňky pozorované mikroskopem

Acinus je název pro základní strukturu žláz s vnější sekrecí. Rozumí se jí množina buněk, které produkují sekret do jednoho vývodu. Někdy se v češtině používá také termín lalůček. Acinus můžeme najít např. v žaludku, slinných žlázách, slinivce břišní nebo v játrech.

## Jaterní acinus
Jaterní acinus je mikroskopický útvar jaterní tkáně nepravidelného tvaru a velikosti, který se rozkládá mezi dvěma nebo více centrálními žilami, které se nacházejí na periferii acinu. Je uspořádán kolem terminální jaterní arterioly, terminální portální venuly, žlučovodu, lymfatických cév a nervových kmenů portálních políček.